# Mino Guerrini
Mino Guerrini (eigentlich Giacomo Guerrini, * 16. Dezember 1927 in Rom; † 10. Januar 1990 in Rimini) war ein italienischer Filmregisseur und Drehbuchautor.

## Leben
Guerrini gehörte seit 1947 der Künstlergruppe „Forma 1“ als Maler an, bevor er sich 1951 zunächst dem Journalismus und 1954 mit einem Drehbuch erstmals dem Film zuwandte. Ab 1960 folgten weitere Arbeiten als Filmautor, wobei er in den meisten der von ihm geskripteten Filme auch eine Rolle als Schauspieler übernahm. Ab 1963 war er Regisseur für drei Episodenfilme und drehte schließlich eine stattliche Anzahl an Filmen bis Mitte der 1970er Jahre, oftmals künstlerisch anspruchslose Genreware, legte aber auch stilistisch bemerkenswerte Ergebnisse vor wie Das dritte Auge, ein Horrorfilm, Agent 3S3 setzt alles auf eine Karte, ein Kriminalfilm, und die Komödie Colpo di sole. Unter seinen späteren Filmen befindet sich auch die Reihe um den Offizier Buttiglione, der von Jacques Dufilho dargestellt wurde. In den 1980er Jahren folgten nur noch zwei Filme, die Nachzügler erfolgreicher Hollywood-Streifen darstellten.
Guerrini wurde auch als James Warren geführt.

## Filmografie (Auswahl)
- 1963: Amore in vier Dimensionen (Amori in 4 dimensioni) (& Drehbuch) (eine Episode)
- 1963: Marschier oder krepier (Marcia o crepa) (Drehbuch)
- 1964: Seitensprünge (Extraconiugale) (& Drehbuch, Darsteller) (eine Episode)
- 1964: Wenn das die Männer wüssten (L'idea fissa) (& Drehbuch) (eine Episode)
- 1965: Das dritte Auge (Il terzo occhio) (& Drehbuch)
- 1966: Agent 3S3 setzt alles auf eine Karte (Omicidio per appuntamento) (& Drehbuch, Darsteller)
- 1966: Sicario 77 – tot oder lebendig (Sicario 77 vivo o morto) (& Drehbuch mit anderen)
- 1968: Gangster sterben zweimal (Gangsters '70) (& Drehbuch)
- 1969: Schulmädchen lieben heiß (Oh dolci baci e languide carezze) (& Drehbuch)
- 1971: Decamerone – Abenteuer der Wollust (Decameron n. 2… Le altre novelle del Boccaccio…)
- 1973: Zu Befehl Herr Feldwebel (Un ufficiale non si arrende mai, nemmeno di fronte all'evidenza: firmato colonnello Buttiglione) (& Darsteller)
- 1974: Herr Oberst haben eine Macke (Il colonnello Buttiglione diventa generale)
- 1986: Kilimandscharo – Auf der Jagd nach dem verlorenen Schatz (Le minierie del Kilimangiaro) (& Drehbuch)